# قرار مجلس الأمن التابع للأمم المتحدة رقم 2201
 قرار مجلس الأمن التابع للأمم المتحدة رقم 2201، المتخذ بالإجماع في 15 فبراير 2015، طالب فيه جماعة الحوثيين بسحب مسلحيها من المؤسسات الحكومية، واستنكر القرار تحركات الحوثيين الذين تدعمهم إيران لحل البرلمان والسيطرة على مؤسسات الحكومة اليمنية واستخدام أعمال العنف لتحقيق الأهداف السياسية، والاستيلاء على المنابر الإعلامية للدولة ووسائل الاعلام للتحريض على العنف. كما طالب القرار الحوثيين بالانخراط في مفاوضات السلام التي يرعاها المبعوث الخاص للأمم المتحدة إلى اليمن، جمال بنعمر، وبالإفراج عن الرئيس عبد ربه منصور هادي ورئيس وزرائه خالد بحاح وأعضاء الحكومة، الموضوعين جميعا تحت الإقامة الجبرية منذ استولى الحوثيون على السلطة. وأعلن المجلس استعداده لاتخاذ «مزيد من الخطوات» إذا لم تنفذ الأطراف في اليمن القرار، بما فيها استخدام البند السابع من ميثاق الأمم المتحدة الذي يسمح باستخدام القوة أو العقوبات الاقتصادية لفرض تنفيذ القرارات.

## نص القرار
إن مجلس الأمن إذ يشير إلى قراراته 2014 (2011)، 2051 (2012) و2140 (2014) والبيانات الرئاسية الصادرة في 15 فبراير 2013 و29 أغسطس 2014،
وإذ يؤكد من جديد التزامه القوي بوحدة وسيادة واستقلال وسلامة أراضي اليمن، والتزامه بالوقوف إلى جانب الشعب اليمني،
وإذ يعرب عن دعمه لجهود مجلس التعاون الخليجي ويثني على مشاركته في مساعدة عملية الانتقال السياسي في اليمن،
وإذ يعرب عن استيائه من الإجراءات التي اتخذها الحوثيون من جانب واحد لحل البرلمان والاستيلاء على المؤسسات الحكومية اليمينة، والتي تسببت في تفاقم الأوضاع بشكل خطير، معربا عن انزعاجه من أعمال العنف التي يرتكبها الحوثيون وداعميهم، والتي قوضت عملية الانتقال السياسي في اليمن، وشكلت خطراً على أمن واستقرار وسيادة ووحدة اليمن،
مؤكدا على أن التقويض طال عملية الانتقال السياسي التي اتفق عليها الاطراف الموقعة على مبادرة دول مجلس التعاون الخليجي وآلية تنفيذها، ونتائج مؤتمر الحوار الوطني الشامل، واتفاق السلم والشراكة الوطنية،
وإذ يعرب عن قلقه البالغ إزاء قيام الحوثيين باحتجاز مسؤولين في الحكومة اليمنية، بمن فيهم الرئيس عبد ربه منصور هادي، ورئيس الوزراء خالد بحاح وأعضاء في مجلس الوزراء ووضعهم قيد الإقامة الجبرية،
وإذ يعرب عن قلقه البالغ إزاء ورود تقارير عن استخدام الأطفال الجنود من قبل قوات الحوثيين، وأنصار الشريعة، والقوات الحكومية،
إذ يؤكد أهمية أن تسمح جميع الأطراف لجميع اليمنيين في التجمع السلمي دون خوف من التعرض للهجمات، والإصابة والاعتقال أو الانتقام،
إذ يلاحظ التحديات الاقتصادية والأمنية والاجتماعية الهائلة التي تواجه اليمن، وهو ما جعل العديد من اليمنيين في حاجة ماسة للمساعدات الإنسانية،
وإذ يشدد على ضرورة العودة إلى تنفيذ مبادرة مجلس التعاون الخليجي وآلية تنفيذها ونتائج مؤتمر الحوار الوطني الشامل، بما يشمل صياغة دستور جديد، وإصلاح النظام الانتخابي، وإجراء استفتاء على مشروع دستور جديد وتنظيم الانتخابات الوطنية في وقت قريب، لتفادي مزيد من التدهور في الأوضاع الإنساني والأمنية في اليمن،
وإذ يكرر تأكيد الحاجة إلى إجراء تحقيقات شاملة ومستقلة ومحايدة وفقا للمعايير الدولية في الادعاءات بوقوع انتهاكات وتجاوزات لحقوق الإنسان تماشيا مع نتائج مؤتمر الحوار الوطني الشامل، ومبادرة دول مجلس التعاون الخليجي، وآلية تنفيذها، لكفالة المساءلة الكاملة،
إذ يشدد على أن تسوية الوضع في اليمن تأتي من خلال عملية انتقال سياسي سلمية وشاملة ومنظمة ويقودها اليمنيين، وتلبي المطالب والطموحات المشروعة للشعب اليمني في التغيير السلمي وفي حدوث إصلاح سياسي واقتصادي واجتماعي ذي مغزى، حسبما ورد في مبادرة دول مجلس التعاون الخليجي وآلية التنفيذ، ونتائج مؤتمر الحوار الوطني الشامل، واتفاق السلم والشراكة الوطنية، ويؤكد من جديد، في هذا الصدد دعمه الكامل لجهود المستشار الخاص للأمين العام المعني باليمن، السيد جمال بنعمر، والتزامه بتلك الجهود.
وإذ يعرب عن إدانته للعدد المتزايد من الهجمات التي يشنها تنظيم القاعدة في شبه الجزيرة العربية أو التي تحدث بتدبيره، ويعرب عن تصميمه على التصدي لهذا الخطر وفقا لميثاق الأمم المتحدة والقانون الدولي بما في ذلك الأحكام السارية من القانون الدولي لحقوق الإنسان والقانون الدولي للاجئين والقانون الإنساني الدولي، وفي هذا الصدد، ومن خلال نظام الجزاءات المفروضة على تنظيم القاعدة الذي تديره اللجنة المنشأة عملا بالقرارين 1267 (1999) و1989 (2011) ويكرر تأكيد استعداده، في إطار النظام المذكور أعلاه، لفرض جزاءات على المزيد من الافراد والجماعات والمؤسسات والكيانات الذين لا يقطعون جميع صلاتهم بتنظيم القاعدة والجماعات المرتبطة به.
وإذ يعرب عن القلق إزاء مقدرة تنظيم القاعدة في شبه الجزيرة العربية على الاستفادة من تدهور الأوضاع السياسية والأمنية في اليمن، آخذا في الاعتبار أن أي أعمال إرهابية هي أعمال إجرامية وغير مبررة بغض النظر عن دوافعها، ووقت ارتكابها، ومكان ارتكابها، وأيا كان من ارتكبها.
إذ يشير إلى ما ورد في القرار 2140 (2014) من أن الحالة في اليمن تشكل تهديدا للسلم والأمن الدوليين:
1. يشجب بشدة الإجراءات التي اتخذها الحوثيين لحل البرلمان والاستيلاء على المؤسسات الحكومية لليمن، بما في ذلك أعمال العنف.
2. يكرر مناشدته جميع الأطراف في اليمن أن تلتزم بحل خلافاتها عن طريق الحوار والتشاور، وتنبذ أعمال العنف باعتبارها وسيلة لتحقيق الأهداف السياسية، وتمتنع عن اللجوء للأعمال الاستفزازية وأي إجراءات أحادية الجانب بهدف تقويض عملية الانتقال السياسي.
3. يعرب عن قلقه البالغ إزاء استيلاء الحوثيين على المنابر الإعلامية للدولة ويرفض استخدام وسائل الإعلام للتحريض على العنف.
4. يهيب بشدة بجميع الأطراف ولا سيما الحوثيون، أن تتقيد بمبادرة مجلس التعاون الخليجي وآلية تنفيذها، وبنتائج مؤتمر الحوار الوطني الشامل، وباتفاق السلم والشراكة الوطنية وملحقه الامني، التي تنص جميعها على عملية انتقال ديمقراطي بقيادة يمنية.
5. يحث جميع الأطراف، ولا سيما الحوثيون، على التعجيل بإجراء مفاوضات شاملة للجميع بواسطة الامم المتحدة لمواصلة الانتقال السياسي بهدف التوصل إلى حل توافقي وفقا لمبادرة مجلس التعاون الخليجي وآلية تنفيذها، ونتائج مؤتمر الحوار الوطني الشامل، واتفاق السلم والشراكة الوطنية ومرفقه الامني، وتنفيذ هذا الحل.
6. يحث جميع الأطراف على الاتفاق على مواعيد لإنهاء عملية التشاور الدستوري، وإجراء استفتاء بشأن الدستور، وإجراء انتخابات بموجب القانون الانتخابي الجديد عملا بالدستور الجديد، والإعلان عن هذه المواعيد.
7. يطالب الحوثيون بالقيام، فوراً ودون شروط، بما يلي:
- المشاركة بحسن نية في المفاوضات بوساطة الامم المتحدة.
- سحب قواتهم من المؤسسات الحكومية، بما فيها تلك الواقعة في العاصمة صنعاء، وإعادة الحالة الأمنية إلى طبيعتها في العاصمة والمحافظات الأخرى، وفك سيطرتهم عن المؤسسات الحكومية والأمنية.
- الإفراج عن الرئيس هادي ورئيس الوزراء بحاح وأعضاء مجلس الوزراء وجميع الأفراد الموجودين رهن الإقامة الجبرية أو الاحتجاز التعسفي، سالمين.
- الامتناع عن اتخاذ أي إجراءات أخرى من جانب واحد من شأنها أن تقوض الانتقال السياسي والأمن في اليمن.

8. يطالب جميع الأطراف في اليمن، بوقف جميع الأعمال العدائية المسلحة ضد شعب اليمن وسلطاته الشرعية والتخلي عن الأسلحة التي استحوذت عليها من المؤسسات العسكرية والأمنية اليمنية، وفقا لاتفاق السلم والشراكة الوطنية، ومرفقه الأمني.
9. يناشد جميع الدول الأعضاء أن تمتنع عن التدخل الخارجي الذي يهدف إلى إثارة النزاعات وزعزعة الاستقرار، وأن تقوم بدلا من ذلك بدعم عملية الانتقال السياسي.
10. يناشد جميع الأطراف أن تفي بالتزاماتها بكفالة أمن موظفي الهيئات الدبلوماسية ومبانيها.
11. يطلب من الأمين العام أن يواصل بذل مساعيه الحميدة، وينوه مع التقدير العمل الذي يقوم به مستشاره الخاص، جمال بنعمر، ويشدد على أهمية التنسيق الوثيق بين الأمم المتحدة والشركاء الدوليين، بما يشمل مجلس التعاون الخليجي، ومجموعة السفراء المعتمدين في صنعاء، والجهات الفاعلة الأخرى، بهدف الإسهام في نجاح العملية الانتقالية.
12. يطلب كذلك من الأمين العام أن يواصل تنسيق المساعدة المقدمة من المجتمع الدولي دعماً للعملية الانتقالية، وأن يقترح خيارات لتعزيز مكتب المستشار الخاص من أجل تمكينه من النهوض بالولاية الموكلة إليه، بما في ذلك خيارات بشأن المساعدة المقدمة من الأمم المتحدة، لوضع الصيغة النهائية لمشروع الدستور واعتماده، وإصلاح نظام الانتخابات، وإجراء الانتخابات العامة، ووضع آليات لنزع السلاح والتسريح وإعادة الإدماج، وكذلك إصلاح القطاع الأمني.
13. يطلب من الأمين العام أن يقدم تقارير عن تنفيذ آلية هذا القرار، وأن يواصل تقديم تقارير عن التطورات في اليمن، بما يشمل تنفيذ مبادرة مجلس التعاون الخليجي وآلية تنفيذها، ونتائج مؤتمر الحوار الوطني الشامل، واتفاق السلم والشراكة الوطنية ومرفقه الأمني، وذلك في غضون 15 يوما من تاريخ اتخاذ هذا القرار، وكل 60 يوما بعد ذلك.
14. يعلن استعداده لاتخاذ خطوات أخرى في حال عدم تنفيذ أي طرف من الأطراف اليمنية لهذا القرار، ولا سيما الفقرات 6 و7 و8 و9 أعلاه.
15. يقرر أن يبقي المسألة قيد نظره الفعلي.